# Элатероидные
Элатероидные (лат. Elateroidea) — надсемейство жуков из инфраотряда элатериформные (Elateriformia).

## Классификация
10 семейств (одно ископаемое). Иногда их объединяют с надсемейством кантароидные (Cantharoidea). На территории России надсемейство Элатероидные представлено 5 семействами (Artematopodidae, Elateridae, Cerophytidae, Eucnemidae, Throscidae).
- Семейство артематоподиды (Artematopodidae) Lacordaire, 1857 (= Eurypogonidae) — В России — 2 в. Источник оценки: А. Л. Лобанов [2007].
- Семейство брахипсектриды (Brachypsectridae) LeConte & Horn, 1883
- Семейство Rhinorhipidae Lawrence, 1987
- †Семейство Praelateriidae Dolin, 1973
- Семейство щелкуны (Elateridae) Leach, 1815 (включая Ampedidae, Dicronychidae, Lissomidae, Prosternidae, Protelateridae, Pyrophoridae, Synaptidae) — В России — 335 в. Источник оценки: А. А. Медведев [2002].
- Семейство древоеды (Eucnemidae) Eschscholtz, 1829 (включая Perothopidae) — В России — 36 в. Источник оценки: Г. С. Медведев [1995].
- Семейство цебриониды (Cebrionidae) Latreille, 1802
- Семейство церофитиды (Cerophytidae) Latreille, 1834 — В России — 1 в. Источник оценки: Г. С. Медведев [1995].
- Семейство лжещелкуны (Throscidae) Laporte, 1840 (= Balgidae, Trixagidae) — В России — 10 в. Источник оценки: Г. С. Медведев [1995].
- Семейство пластоцериды (Plastoceridae) Crowson, 1972
- †Семейство Mysteriomorphidae Alekseev and Ellenberger, 2019